# Anna Aehling
Anna Aehling (* 23. März 2001 in Coesfeld) ist eine deutsche Fußballspielerin. Die Abwehrspielerin steht zur Saison 2025/26 beim Bundesligisten 1. FC Union Berlin unter Vertrag.

## Karriere

### Vereine
Anna Aehling spielte in der Jugend zunächst für DJK Eintracht Coesfeld und für die SG 06 Coesfeld. Im Jahr 2016 gewann sie mit der Westfalen-Auswahl den U16-Länderpokal. 2017 nahm Anna Aehling für die Westfalen-Auswahl am U-18-Länderpokal teil. Für die U-17-Juniorinnen des FSV Gütersloh 2009 spielte sie in der Saison 2017/18 in der B-Juniorinnen-Bundesliga West/Südwest, am Saisonende belegte die Mannschaft den vierten Platz. In derselben Saison gab Anna Aehling ihr Debüt im Seniorenbereich. Am 11. Februar 2018 wurde sie bei der 1:4-Niederlage im Spiel der 2. Bundesliga Nord gegen Borussia Mönchengladbach in der 34. Minute eingewechselt. Insgesamt absolvierte Anna Aehling in der Saison 2017/18 neun Spiele in der 2. Bundesliga Nord für den FSV Gütersloh 2009. Der FSV Gütersloh 2009 beendete die Saison auf Platz 6 und konnte sich somit für die eingleisige 2. Bundesliga qualifizieren.
In der Saison 2018/19 absolvierte Anna Aehling 23 Spiele in der 2. Bundesliga und 2 Spiele im DFB-Pokal. Am 18. Spieltag erzielte sie beim 3:0-Sieg gegen die zweite Mannschaft der TSG 1899 Hoffenheim ihr erstes Tor in der 2. Bundesliga. Ihre Mannschaft belegte am Saisonende den neunten Platz.
Auch in der Saison 2019/20 war Anna Aehling Stammspielerin beim FSV Gütersloh 2009 und absolvierte 14 von 16 möglichen Spielen in der 2. Bundesliga. Die Saison musste aufgrund der COVID-19-Pandemie abgebrochen werden und der FSV Gütersloh 2009 beendete diese erneut auf dem neunten Platz. Außerdem erreichte Anna Aehling mit dem FSV Gütersloh 2009 das DFB-Pokal-Viertelfinale und schied dort gegen die späteren Pokalsiegerinnen VfL Wolfsburg aus.
Aufgrund der COVID-19-Pandemie verzögerte sich ihr ab Juli 2021 geplanter Aufenthalt in den Vereinigten Staaten zwecks Aufnahme eines Studiums an der Indiana University Bloomington im US-Bundesstaat Indiana. Daher blieb Anna Aehling zunächst beim FSV Gütersloh 2009 und absolvierte dort weitere drei Spiele in der 2. Bundesliga sowie drei Spiele im DFB-Pokal. Im Januar 2021 erfolgte der zweite Anlauf über den „Großen Teich“. Für das Sport-Team der Universität, die Indiana Hoosiers, bestritt sie vom 20. Februar bis zum 24. Oktober 2021 29 Spiele in der National Collegiate Athletic Association.
Nach einem Jahr in den Vereinigten Staaten wechselte sie im Januar 2022 zum Bundesligisten Eintracht Frankfurt. Dort ist sie sowohl für die Innenverteidigung als auch für die Außenverteidigung vorgesehen. Am 5. März 2022 gab Aehling ihr Bundesligadebüt. Sie wurde in der 61. Minute des Bundesligaspiels gegen die TSG 1899 Hoffenheim für Verena Hanshaw eingewechselt. In der 85. Minute des gleichen Spiels erzielte sie nach einer Freistoßflanke von Barbara Dunst per Kopf ihr erstes Bundesligator. Durch dieses Tor gewann Eintracht Frankfurt das Spiel mit 3:2. Am Saisonende belegte Eintracht Frankfurt Platz 3. Somit nahm Anna Aehling mit Eintracht Frankfurt an der Qualifikation für die UEFA Women’s Champions League 2022/23 teil.
Am 18. August 2022 absolvierte Anna Aehling ihr erstes Spiel in der UEFA Women’s Champions League. In der ersten Qualifikationsrunde wurde sie im Spiel gegen Fortuna Hjörring in der 75. Minute eingewechselt. Ihre Mannschaft scheiterte in der Qualifikation für die UEFA Women’s Champions League 2022/23 an Ajax Amsterdam.
In der Bundesligasaison 2022/23 absolvierte sie 11 Spiele, hierbei stand sie einmal in der Startformation. Eintracht Frankfurt beendete die Saison auf Platz 3 und nahm an der Qualifikation für die UEFA Women’s Champions League 2023/24 teil. Zur Saison 2025/26 wechselte sie zum Bundesligaaufsteiger 1. FC Union Berlin.

### Nationalmannschaft
Am 28. Oktober 2015 gab Aehling ihr Debüt bei der U15-Nationalmannschaft gegen Schottland. Ihr erstes Spiel für die U17-Nationalmannschaft bestritt sie am 29. November 2017 gegen Finnland. Mit der U17-Nationalmannschaft nahm sie an der Europameisterschaft 2018 in Litauen teil. Aehling kam in diesem Turnier in allen fünf Spielen zum Einsatz und erreichte das Finale, das gegen Spanien jedoch mit 0:2 verloren wurde. Im laufenden Jahr wurde sie zudem für die U17-Weltmeisterschaft in Uruguay nominiert. In diesem Turnier bestritt sie zwei Spiele in der Gruppenphase und das Viertelfinale, welches Deutschland gegen Kanada verlor. Am 14. Juni 2019 bestritt sie ihr erstes Spiel für die U19-Nationalmannschaft gegen die U19-Auswahl der Vereinigten Staaten. Im selben Jahr nahm sie an der U19-Europameisterschaft in Schottland ebenfalls teil. Dort wurde sie in vier Spielen eingesetzt. In dieser Altersklasse erreichte sie erneut das Finale, das jedoch mit 1:2 gegen Frankreich verloren wurde. Bei der Reaktivierung der U23-Nationalmannschaft im Spieljahr 2024 kam sie am 24. Oktober in Frankfurt am Main beim 3:0-Sieg über die U23-Nationalmannschaft Frankreichs zum Einsatz.

## Erfolge
- Finalist U19-Europameisterschaft 2019
- Finalist U17-Europameisterschaft 2018
- U16-Länderpokalsieger 2016